# Patton-Nektarfledermaus
Die Patton-Nektarfledermaus (Hsunycteris pattoni) ist in Südamerika verbreitetes Fledertier in der Familie der Blattnasen. Die Art zählte bis 2014 zur Gattung der Nektarfledermäuse (Lonchophylla). Aufgrund genetischer Unterschiede bildet sie seitdem zusammen mit zwei anderen Arten die Gattung Hsunycteris. Zusätzlich erfolgte 2017 die Beschreibung eines vierten Gattungsvertreters.

## Merkmale
Mit einer Kopf-Rumpf-Länge von 51 bis 59 mm, einer Schwanzlänge von 5 bis 10 mm und einem Gewicht von 5 bis 12 g ist die Art ein sehr kleiner Vertreter der Unterfamilie Lonchophyllinae. Sie hat 31 bis 34 mm lange Unterarme, Hinterfüße von 7 bis 11 mm Länge und 12 bis 17 mm lange Ohren. Die Haare der Oberseite besitzen nahe der Wurzel eine helle rötlichbraune Farbe, dann einen dunkleren schokoladenbraunen bis rotbraunen Abschnitt und manchmal helle Spitzen. Das hellere Fell der Unterseite hat ähnlich gestaltete Haare mit einem gelbbraunen bis rotbraunen zweiten Bereich. Bei der spitzen Schnauze ragt der Unterkiefer etwas hervor. Das Nasenblatt hat einen speerförmigen Aufsatz. Die Patton-Nektarfledermaus hat wenige Haare auf der Schwanzflughaut. Die inneren oberen Schneidezähne sind deutlich größer als die Äußeren und der Zwischenraum ist deutlich.

## Verbreitung und Lebensweise
Verstreute Fundorte der Art befinden sich im Südosten Kolumbiens, im Osten Ecuadors, im Osten Perus und im Norden Boliviens. Diese Fledermaus hält sich im Vorraum der Anden zwischen 80 und 980 Meter Höhe auf. Vermutlich erreicht sie weiter östlich gelegene Gebiete im Amazonasbecken in Brasilien. Die Patton-Nektarfledermaus bewohnt tropische immergrüne Wälder und andere feuchte Wälder. Gelegentlich besucht sie Lichtungen und Plantagen.
Andere Mitglieder der Gattung Hsunycteris ruhen am Tage in Baumhöhlen, unter umgestürzten Baumstämmen oder in Sträuchern an Wasserläufen. Sie bilden kleine Gruppen.

## Gefährdung
Die Bedrohungen sowie die Populationsgröße dieser seltenen Fledermaus konnten noch nicht eingeschätzt werden. Die IUCN listet die Art mit unzureichende Datenlage (data deficient).